# سینمای پورتوریکو

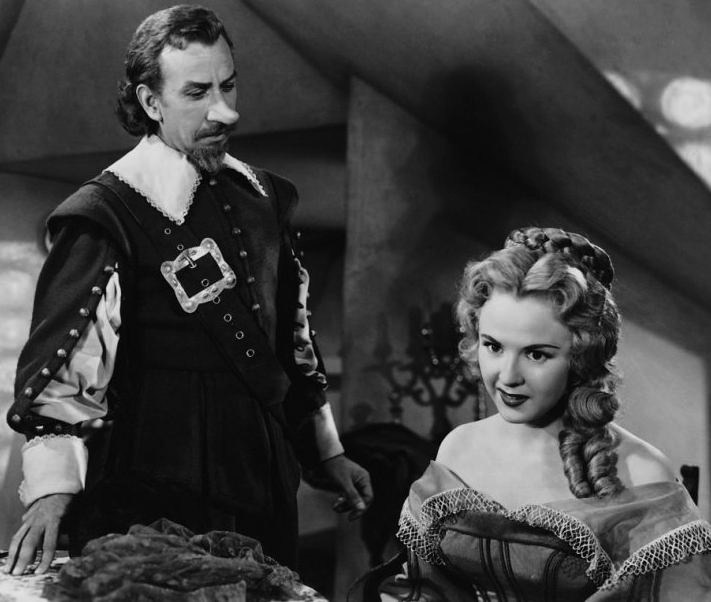
خوزه فرر اسطوره سینمای پورتوریکو در نمایی از فیلم سیرانو دو برژراک محصول ۱۹۵۰

صنعت سینمای پورتوریکو (انگلیسی: Cinema industry in Puerto Rico) بخشی کوچک از سینمای آمریکا است. با این همه به دلیل تفاوت زبان، سینمای پورتوریکو همواره استقلال خود را حفظ کرده‌است. زبان رسمی در پورتوریکو اگرچه هم زبان اسپانیایی و هم زبان انگلیسی است اما حدود سه چهارم جمعیت این سرزمین به اسپانیایی صحبت می‌کنند.
پایه زبانی سینمای این کشور بر اساس زبان اسپانیایی است. سینمای پورتوریکو نسبت با سایر کشورهای کوچک و حتی غیر مستقل، از پویایی و رشد غیرقابل انکاری برخوردار است. تعداد کارگردانان و بازیگران و بدنه سینمایی پورتوریکو که به موفقیت‌های قابل توجه در عرصه سینمای جهان رسیدند قابل توجه است.

## پیشینه
تا اوایل قرن بیستم مجمع الجزایر پورتوریکو بیش از ۴۰۰ سال مستعمره اسپانیا بود. در سال ۱۸۹۸ با ورود نیروهای ارتش آمریکا به این جزایر و تصاحب آن‌ها اولین دوربین‌های فیلمبرداری نیز به سرزمین وارد شدند. تا سال ۱۹۱۲ فیلم‌های خبری و مستند در پورتوریکو با عوامل آمریکایی و به زبان انگلیسی ساخته شد. از ۱۹۱۵ تا ۱۹۵۰ بدنه اسپانیایی زبان سینمای پورتوریکو رشد کرد و کم‌کم برخی از از اهالی آن خود را به سینمای هالیوود تحمیل کردند. سینمای آمریکا نیز از اواسط دهه ۶۰ حمایت کاملی از سینمای پورتوریکو انجام داد بدین شکل که فیلمبرداری و ساخت آثار هالیوودی و حتی مستقل در این سرزمین شتاب گرفت.
از سینمای کلاسیک خوزه فرر به عنوان اولین بازیگر پورتوریکویی و همچنین اولین بازیگر اسپانیایی زبان، برنده جایزه اسکار بهترین بازیگر نقش اول مرد در سال ۱۹۵۰ برای فیلم سیرانو دو برژراک و همچنین ریتا مورنو به عنوان اولین زن سینمای پورتوریکو که موفق به دریافت جایزه اسکار بهترین بازیگر نقش مکمل زن برای فیلم داستان وست ساید محصول ۱۹۶۱ گردید؛ قابل ذکرند. از سینمای مدرن مهمترین و محبوب‌ترین چهره بنیسیو دل تورو است. وی برای فیلم قاچاق محصول ۲۰۰۰ برنده جایزه اسکار بهترین بازیگر نقش مکمل مرد گردید. خوزه فرر، ریتا مورنو و بنیسیو دل تورو اسطوره‌های سینمای پورتوریکو در سطح جهانی به حساب می‌آیند. در کنار این ۳ نفر واکین فینیکس نیز به عنوان بازیگری که اگرچه فیلم اسپانیایی زبان بازی نکرده اما به عنوان یک بازیگر درجه اول هالیودی با اصالت پورتوریکویی با ۳ بار نامزدی دریافت جایزه اسکار قابل اشاره است. جنیفر لوپز نیز اگرچه زاده محله برانکس در نیویورک است اما از پدر و مادری پورتوریکویی زاده شده‌است.

## فیلم‌هایی که تمام یا بخشی از آن در پورتوریکو فیلمبرداری شدند
- آلومای دریاهای جنوب (۱۹۲۶)
- دور از همه قایق‌ها (۱۹۵۶)
- ماچته (۱۹۵۸)
- سالار مگس‌ها (۱۹۶۳)
- چه! (۱۹۶۹)
- موزها (۱۹۷۱)
- نردبان یعقوب (۱۹۹۰)
- گولدن‌آی (۱۹۹۵)

- گونه (۱۹۹۵)
- تصمیم اداری (۱۹۹۶)
- تماس (۱۹۹۷)
- پسران بد ۲ (۲۰۰۳)
- حقه (۲۰۰۶)
- چه (۲۰۰۸)
- برنامه حفاظت از پرنسس (۲۰۰۹)
- جادوگران محله ویورلی: فیلم (۲۰۰۹)

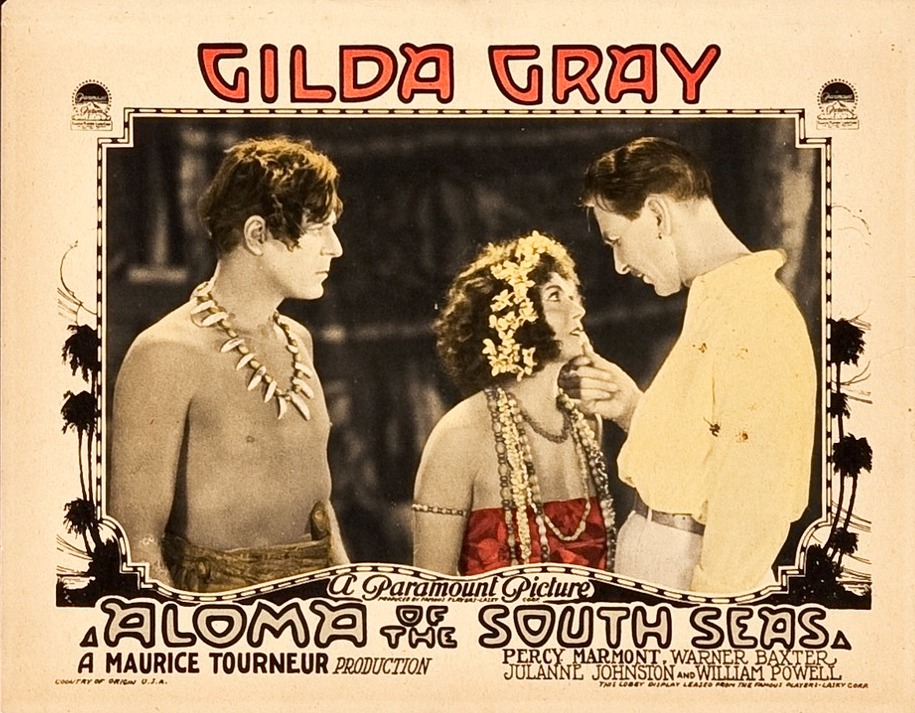
آلومای دریاهای جنوب محصول ۱۹۲۶

موزها محصول ۱۹۷۱ ساخته وودی آلن

- مردانی که به بزها خیره می‌شوند (۲۰۰۹)
- بازنده‌ها (۲۰۱۰)
- خاطرات عجیب و غریب (۲۰۱۱)
- سریع و خشمگین ۵ (۲۰۱۱)
- دزدان دریایی کارائیب: سوار بر امواج ناشناخته (۲۰۱۱)
- قانون شجاعت (۲۰۱۲)
- به جنگل خوش آمدید (۲۰۱۳)
- رانر رانر (۲۰۱۳)
- سریع و خشمگین ۶ (۲۰۱۳)
- فیلم ساحل جوان (۲۰۱۳)
- ساحل جوان ۲ (۲۰۱۵)
- کاپیتان آمریکا: جنگ داخلی (۲۰۱۶)
- کپی‌ها (۲۰۱۸)
- اگر خیابان بیل می‌توانست حرف بزند (۲۰۱۸)

## جشنواره‌ها
مهمترین جشنواره سینمایی پورتوریکو جشنواره بین‌المللی فیلم کوتاه پورتوریکو موسوم به CINEFIESTA است که از ۱۹۹۹ آغاز به کار کرد. جشنواره بایامون (DE CINE DE BAYAMÓN) نیز یک جشنواره بین‌المللی فیلم کوتاه است که از سال ۲۰۱۵ برگزار می‌شود.

## آمار و ارقام
پورتوریکو به لحاظ ساختار سیاسی زیرمجموعه ایالات متحده آمریکا است. اگرچه این کشور در سنای آمریکا نماینده ندارد و در کنگره نیز دارای یک عضو بدون حق رای است با این همه دارای بودجه فرهنگی و هنری مستقل است؛ ولی تعداد سینماها و تعداد آثار مستقل سینمایی آن در بدنه سینمای آمریکا لحاظ می‌شود. در برخی از آثار سینمایی تولید مشترک گاهی نام پورتوریکو به صورت مستقل در کنار دیگر کشور سازنده در تیتراژ فیلم دیده شده‌است. تکه‌ها محصول ۱۹۸۲ نمونه ای از این اقدام است.